# カサンドラ・クロス
『カサンドラ・クロス』（The Cassandra Crossing）は、1976年に公開されたイタリア・イギリス・西ドイツ・フランス・アメリカ合作のサスペンス映画・オールスター出演パニック映画。日本での配給は日本ヘラルド映画。地方での併映は『ラストコンサート』。

## あらすじ
スイス・ジュネーヴの国際保健機構本部に、医者と救急患者に変装した3人のテロリストが潜入した。彼らはアメリカセクションの爆破を目論むが、セクションのガードマンが瀕死の重傷を負いつつもテロリストの1人を射殺して警報を鳴らしたことで失敗に終わり、駆け付けたガードマンとの間で銃撃戦となる。残りの2人は様々な細菌類が保存されている立入禁止の部屋へ逃げ込むが、ガードマンの銃撃で1人が負傷し、流れ弾によって棚にあったビンが破損し内部の液体が2人に暴露してしまう。2人のテロリストのうち無傷のエクランドはそのまま負傷した仲間を見捨てて逃亡し、ジュネーブ発ストックホルム行きの国際列車へと逃げ込んだ。
もう1人のテロリストは捕らえられたが、何故かその後に隔離されていた。実はアメリカセクション内では、アメリカ政府が国連決議に反して極秘裏に強い感染力を有する病原菌を培養しており、流れ弾によって破損したビンにその細菌が入っていたのである。液体がかかった2人は共にその病原菌に感染しており、アメリカ陸軍のマッケンジー大佐は機構内で細菌研究をしていた事実を隠匿する為、スタック少佐と共に病原菌の症状で徐々に衰弱していくテロリストから仲間の情報を聞き出そうとする。やがてテロリストは死亡するが、所持品から逃亡したテロリストが列車に乗車していることをマッケンジーは突き止める。列車には著名な神経外科医であるチェンバレン博士、チェンバレンの元妻で女流作家のジェニファー、ユダヤ人セールスマンのカプラン、西ドイツの兵器製造業者の妻ニコール・ドレスラーとその愛人サンティニ、神父のハリーなど乗客1,000人が乗り込んでいた。マッケンジーは機構の主任医師であるシュトラドナーと共にチェンバレンに連絡を取り、テロリストを探し出して隔離するように伝える。
チェンバレンはジェニファーやカプラン、車掌のマックスと共に車内を捜索し、貨物車内でエクランドを発見するが、既に彼には病原菌の症状が出ていた。乗客1,000人に感染の疑いがある為、マッケンジーはヘリコプターを派遣してエクランドと貨物車にいた犬を回収しようとするが、犬の回収には成功したもののエクランドの回収には失敗する。やがてエクランドは昏睡状態に陥り、列車内でも徐々に体調が悪化する人々が増えていった。
シュトラドナーは回収した犬の検査を実施して病原菌の治療方法を探るが、マッケンジーは列車をニュルンベルクに誘導して医療チームを乗車させ、ポーランド・ヤノフの隔離施設に乗客を入れることを主張する。そしてマッケンジーは乗客に「フランスの鉄道局から『無政府主義者のテロリストが沿線に多数の爆弾を仕掛けた』との連絡を受けたため、ルートを変更してニュルンベルクに向かう」と車内放送で説明し、列車をニュルンベルクに向かわせるが、その情報が逆に乗客たちをパニックに陥らせる。そうしてニュルンベルクに列車が到着すると、そこには防護服に身を包み武装したアメリカ軍の兵士達と医療チームが待ち構えており、「この列車は病原菌に汚染された」と通告し、窓やドアを溶接するなど列車を完全に密封、乗客たちを管理下に置いた。行き先がヤノフであることを知ったカプランは第二次大戦中ヤノフの強制収容所で妻と子供を殺された経験からパニックに陥り、逃げ出そうとするも車外に出た所を兵士に銃撃され負傷し、そのまま列車に戻された。

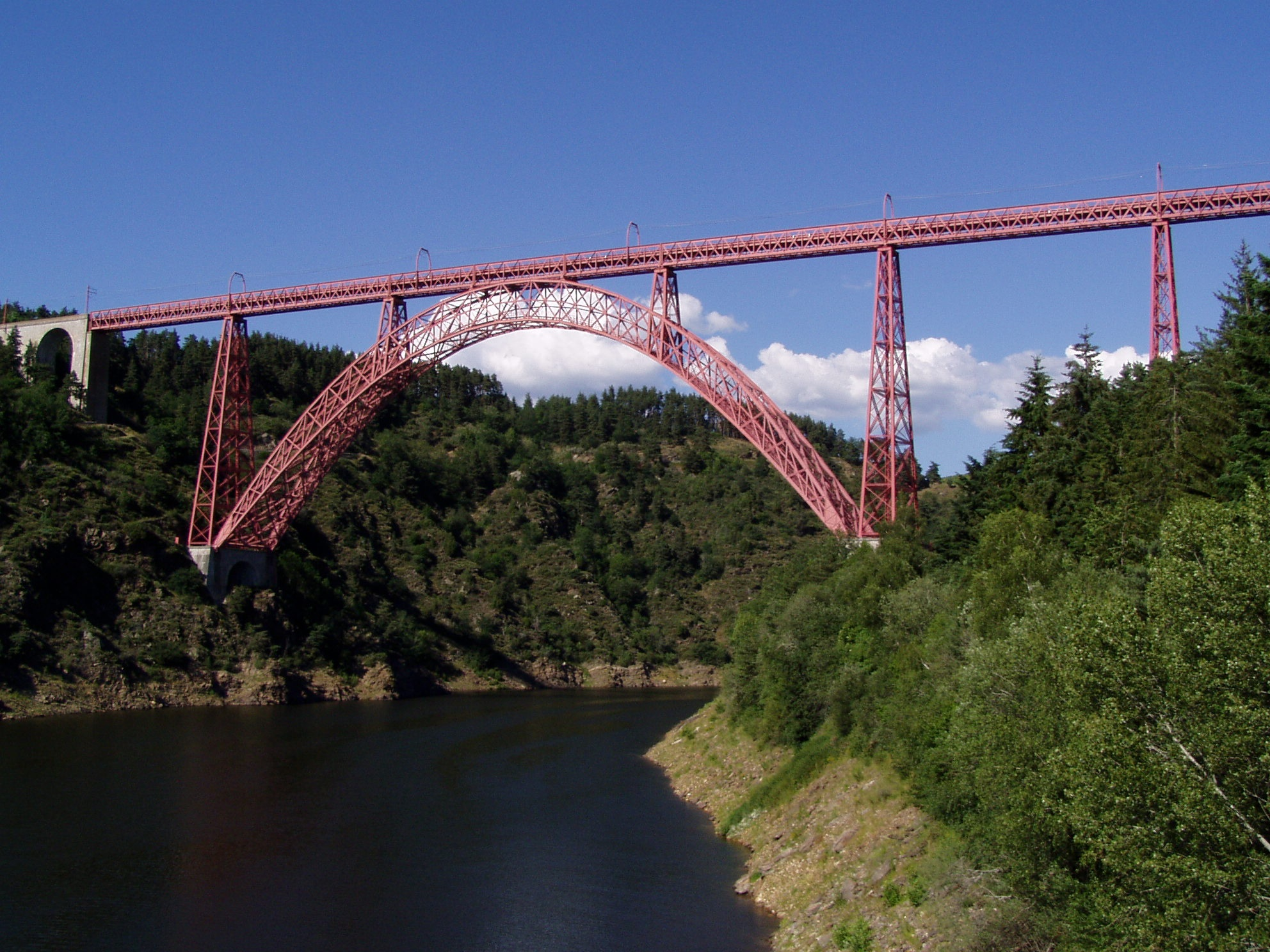
フランス中部の鉄道鉄橋ガラビ橋。映画撮影にあたり「カサンドラ・クロス鉄橋」として使用された

そうして密閉作業を完了させ、警備兼監視役のアメリカ軍兵士達と酸素供給装置を乗せた列車はポーランドに向けて発車する。隔離施設に向かう途中で「カサンドラ・クロス」と通称される橋梁を通過することを知ったカプランは絶望し、再びパニックに陥る。カサンドラ・クロスはヤノフへ向かう鉄道路線上にある巨大な鋼鉄製のアーチ橋だが、1948年に廃線となり崩落の危険性が指摘されている場所であった。マッケンジーは良心の呵責に苛まれつつも、老朽化したカサンドラ・クロスにわざと列車を進入させ、乗客や監視兵もろとも崩落させることで、事故に見せかけて事実を封印するつもりだったのである。

## 登場人物

### 列車の乗客および乗員
ジェニファー・リスポリ・チェンバレン
演 - ソフィア・ローレン
女流作家で、チェンバレン博士の元妻。
ジョナサン・チェンバレン
演 - リチャード・ハリス
神経外科医で、ジェニファーの元夫。列車爆破計画を察知し恐怖におののく乗客を救出すべくリードする。
ナバロ・サンティニ
演 - マーティン・シーン
国際兵器製造業者ドレスラー夫人の若い愛人で、国際警察で指名手配中の麻薬の売人。
ハリー
演 - O・J・シンプソン
麻薬捜査官。旅行中のサンティニ（ナバロ）を逮捕すべく神父に変装して列車に乗り込む。終盤で、カテリーナを守るためにアメリカ軍に射殺される。
スーザン
演 - アン・ターケル
トムと共に新婚旅行に来ていた若妻。
トム
演 - レイモンド・ラブロック
スーザンと共に新婚旅行に来ていた若夫。
ヘルマン・カプラン
演 - リー・ストラスバーグ
初老のセールスマン、ユダヤ人で腕時計を扱う。列車がポーランドへ行くと聞き、過去の収容所生活で家族を失った上、自身も悲惨な体験を強いられたことが強いトラウマとなっており、今回の事件でその恐怖を思い出し恐慌状態に陥る。
ニコール・ドレスラー
演 - エヴァ・ガードナー
国際兵器製造業者の夫人。サンティニ（ナバロ）と共に列車に乗り込む。
チャドウィック夫人
演 - アリダ・ヴァリ
車中で事件に巻き込まれ、行方不明になる幼女カテリーナの乳母。
マックス
演 - ライオネル・スタンダー
初老のベテラン車掌。チェンバレンらと共に乗客救出に尽力する。
エクランド
演 - ルー・カステル
二人の仲間と共に国際保健機構アメリカセクションの爆破を目論んだテロリスト。逃亡する際の道中で病原菌に感染し、そのまま列車に乗り込んだことが感染拡大の原因となる。

### その他
エレナ・シュトラドナー
演 - イングリッド・チューリン
国際保健機構の主任医師。マッケンジーと共に事件に関わり、医学的視点で助力するが、後に事件隠滅を優先するあまり乗客もろともの列車抹殺に固執する彼と対立する。
スティーヴン・マッケンジー大佐
演 - バート・ランカスター
アメリカ陸軍大佐で情報部員。事件の発生により国際保健機構に赴く。事件の発覚を恐れた上層部の命令を受け、内心の懊悩を抑えつつ、列車と共に1000人の乗客と事態を闇に葬る計画を立てる。
スタック少佐
演 - ジョン・フィリップ・ロー
アメリカ陸軍少佐。マッケンジーと共に事件解決に乗り出す。実は軍司令部からの密命を帯びており、（犠牲となった列車の乗客達に罪の意識を感じていると思われる）マッケンジーとシュトラドナーを監視する立場にあった。

## キャスト
| 役名                 | 俳優                     | 日本語吹替                                                                     | 日本語吹替 |
| 役名                 | 俳優                     | 日本テレビ版                                                                   | LD版 |
| -------------------- | ------------------------ | ------------------------------------------------------------------------------ | --- |
| ジェニファー         | ソフィア・ローレン       | 此島愛子                                                                       | 此島愛子 |
| チェンバレン         | リチャード・ハリス       | 日下武史                                                                       | 家弓家正 |
| マッケンジー         | バート・ランカスター     | 青木義朗                                                                       | 久松保夫 |
| エレナ               | イングリッド・チューリン | 奈良岡朋子                                                                     | 谷育子 |
| ドレスラー夫人       | エヴァ・ガードナー       | 福田公子                                                                       | 翠準子 |
| スタック             | ジョン・フィリップ・ロー | 富山敬                                                                         | 井上真樹夫 |
| ナバロ・サンティニ   | マーティン・シーン       | 青野武                                                                         | 安原義人 |
| キャプラン           | リー・ストラスバーグ     | 宮内幸平                                                                       | 槐柳二 |
| 車掌                 | ライオネル・スタンダー   | 雨森雅司                                                                       | 寄山弘 |
| ハリー               | O・J・シンプソン         | 木原抄二郎                                                                     | 徳丸完 |
| エクランド           | ルー・カステル           |                                                                                | |
| トム                 | レイモンド・ラブロック   | 田中秀幸                                                                       | 鈴置洋孝 |
| スーザン             | アン・ターケル           | 高橋ひろ子                                                                     | 上山則子 |
| スコット             | トーマス・ハンター       | 仲木隆司                                                                       | 若本規夫 |
| チャドウィック夫人   | アリダ・ヴァリ           | 渡辺知子                                                                       | |
| カテリーナ           | ファウスタ・アヴェリ     |                                                                                | 土方結香 |
| 出札係               | レンツォ・パルメール     | 水鳥鉄夫                                                                       | |
| 不明 その他          | N/A                      | 村松康雄 石丸博也 三枝みち子 中島喜美栄 片岡富枝 浅井淑子 国坂伸 嶋俊介 筈見純 | 高村章子 小滝進 大山高男 菅原園美 屋良有作 西村知道 長堀芳夫 江本はつみ 好村俊子 相生千恵子 田原アルノ 巴菁子 谷口節 中村万里 小比類巻孝一 片岡富枝 市川久美子 稲葉実 島香裕 |
| 日本語版制作スタッフ |                          |                                                                                | |
| 演出                 | 演出                     | 福永莞爾                                                                       | 加藤敏 |
| 翻訳                 | 翻訳                     | 大野隆一                                                                       | 井場洋子 |
| 選曲                 | 選曲                     | 赤塚不二夫                                                                     | N/A |
| 効果                 | 効果                     | PAGプロデュース                                                                | TFCグループ |
| 調整                 | 調整                     | 兼子芳博                                                                       | 丹波晴道 |
| 制作                 | 制作                     | ザック・プロモーション                                                         | 東北新社 |
| 解説                 | 解説                     | 水野晴郎                                                                       | N/A |
| 初回放送             | 初回放送                 | 1979年10月24日 21:00-23:24 『水曜ロードショー』                                | 1982年10月21日 発売 |

※2016年7月20日発売のBlu-ray Disc（BD）には、日本テレビ版（正味約120分）とLD版（正味約120分）の上記2種類の日本語吹替音声が収録。

## スタッフ
- 監督：ジョルジ・パン・コスマトス
- 原案：ロバート・カッツ/ジョルジ・パン・コスマトス
- 脚本：トム・マンキーウィッツ/ロバート・カッツ/ジョルジ・パン・コスマトス
- 撮影：エンニオ・ヴァルニエッリ
- 音楽：ジェリー・ゴールドスミス
- 制作：カルロ・ポンティ/ルー・グレイド

## 日本語文献
- ロバート・カッツ『カサンドラ・クロス ― 大陸縦断列車抹殺計画』中山善之 訳、徳間書店、1976年